# 알렉산드라 폴
알렉산드라 폴(Alexandra Paul, 1963년 7월 29일 ~ )은 미국의 배우, 활동가, 전 모델이다.

## 출연 작품
- 본 앤 미씽 (2017)
- 더 브라이드 히 보우트 온라인 (2015)
- 어 비어 테일 (2012)
- 스매쉬 (2012)
- 비트레이드 앳 17 (2011)
- The Boy She Met Online (2010)
- 자벨리나 (2009)
- 인 마이 슬립 (2009)
- 머더.컴 (2008)
- 트루 러브드 (2008)
- 네 엄마가 동물들을 죽였다 (2007, Your Mommy Kills Animals) - 다큐멘터리
- 트랩트! (2006)
- 지구침략:기계들의 반란 (2006)
- 전기자동차를 누가 죽였나? (2006)
- 재난지대 - 뉴욕의 화산 (2006)
- 세이빙 에밀리 (2004)
- 베이워치 (2003)
- 리뎁션 오브 더 고스트 (2002)
- 섹스 중독자의 고백 (2001)
- 러프 에어 (2001)
- 브레이니액컴 (2000)
- 익스포우저 (2000)
- 이터널 리벤지 (1999)
- 이스케이프 노웨어 (1996)
- 스파이 하드 (1996)
- 다니엘 스틸 - 축복의 조건 (1995)
- 피라나 (1995)
- 나이트 워치 (1995)
- 스트리트 킥 (1994)
- 페이퍼 보이 (1994)
- 선셋 그릴 (1993)
- 붉은 기관차 (1993)
- 카멜레온 (1992)
- 초보 영웅 컵스 (1992)
- 밀리언스 - 화려한 유혹 (1991)
- 이승과 저승 (1991)
- 치어걸 (1990)
- 에프터 더 레인 (1988)
- 수사반장과 여배우 (1988)
- 애니의 여로 (1987)
- 드라그넷 (1987)
- 죽음의 백색 테러단 (1986)
- 아메리칸 플라이어 (1985)
- 저스트 더 웨이 유 알 (1984)
- 크리스틴 (1983)
- 아메리칸 나이트메어 (1983)

### 텔레비전
- SOS 해상 구조대 (1992-97)
- 매드맨 (2008)